# Clematis finetiana
Clematis finetiana es una especie de liana de la familia de las ranunculáceas.

## Descripción
Es un bejuco leñoso.  Las ramas superficiales con 6-8  ranuras longitudinales. Hojas ternadas y tri-folioladas, rara vez  5-folioladas; con peciolo 2 - 7.8 cm, las hojas ovado-lanceoladas, estrechamente ovadas, ovales, de 3,5 - 10  × 1,5 a 3,5  cm, coriáceas,  el ápice acuminado; venas basales ± prominentes abaxialmente. Las inflorescencias en cimas axilares o terminales, con 1 - 5 (- 7)  flores, el pedúnculo de 1,5 - 9 cm, brácteas triangulares a subuladas, de 2 - 5 mm. Flores de 2 - 4 cm de diámetro.  Sépalos 4 (- 6), blancos,  estrechamente oblongos. Los frutos son aquenios falcados-fusiformes, de 5 x 1,5 mm, pubescentes. Fl. abril-junio, fr. julio a noviembre.

## Distribución
Se encuentra en los bosques dispersos, pendientes, matorrales, a lo largo de los arroyos, a una altitud de 100 - 1200 m s. n. m., en Anhui, Fujian, Cantón, Guangxi, Guizhou, Henan, Hubei, Hunan, Jiangsu, Jiangxi, Shaanxi, Sichuan y Zhejiang en China.

## Taxonomía
Clematis finetiana fue descrita por H.Lév. & Vaniot y publicado en Bulletin de la Société Botanique de France 51: 219–220, en el año 1904.
Sinonimia
- Clematis pavoliniana Pamp.[3]